# Olgiate Olona
Olgiate Olona is een gemeente in de Italiaanse provincie Varese (regio Lombardije) en telt 11.434 inwoners (31-12-2004). De oppervlakte bedraagt 7,3 km2, de bevolkingsdichtheid is 1543 inwoners per km2.
De volgende frazioni maken deel uit van de gemeente: Gerbone, Buon Gesu.

## Demografie
Olgiate Olona telt ongeveer 4538 huishoudens. Het aantal inwoners steeg in de periode 1991-2001 met 7,2% volgens cijfers uit de tienjaarlijkse volkstellingen van ISTAT.
| Jaar | Inwoneraantal |
| ---- | ------------- |
| 1991 | 10.074        |
| 2001 | 10.801        |

## Geografie
De gemeente ligt op ongeveer 235 m boven zeeniveau.
Olgiate Olona grenst aan de volgende gemeenten: Busto Arsizio, Castellanza, Fagnano Olona, Gorla Minore, Marnate, Solbiate Olona.

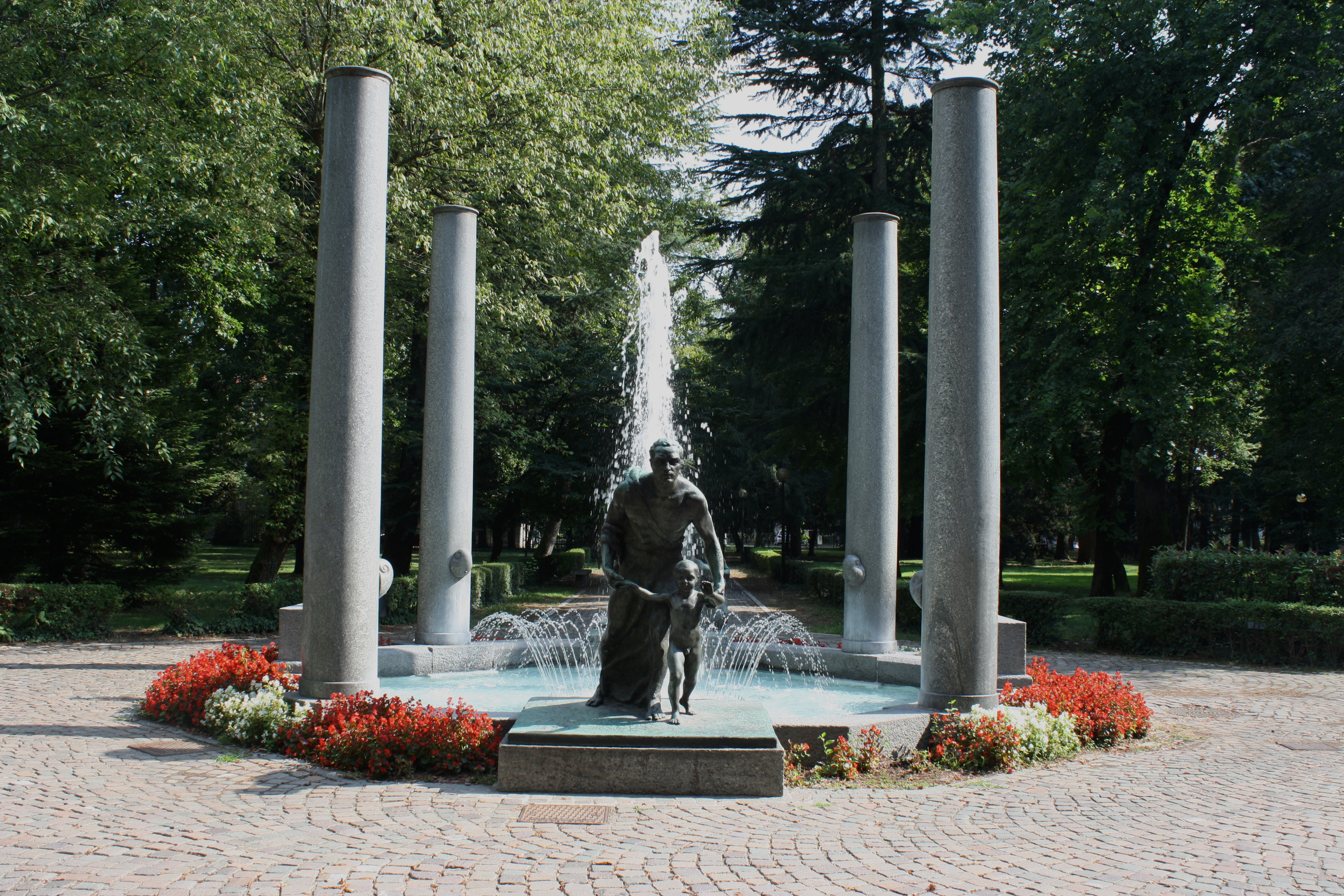
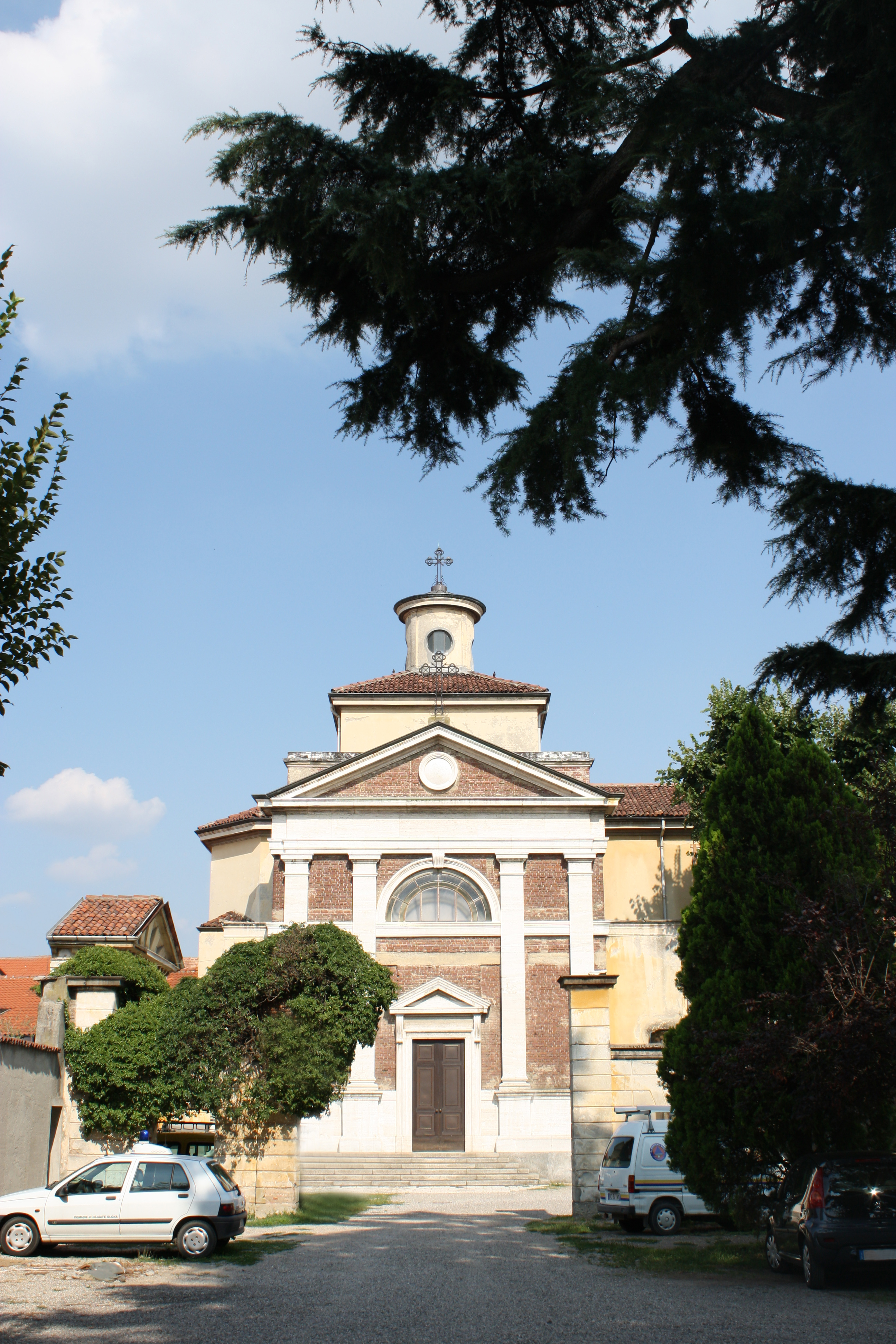
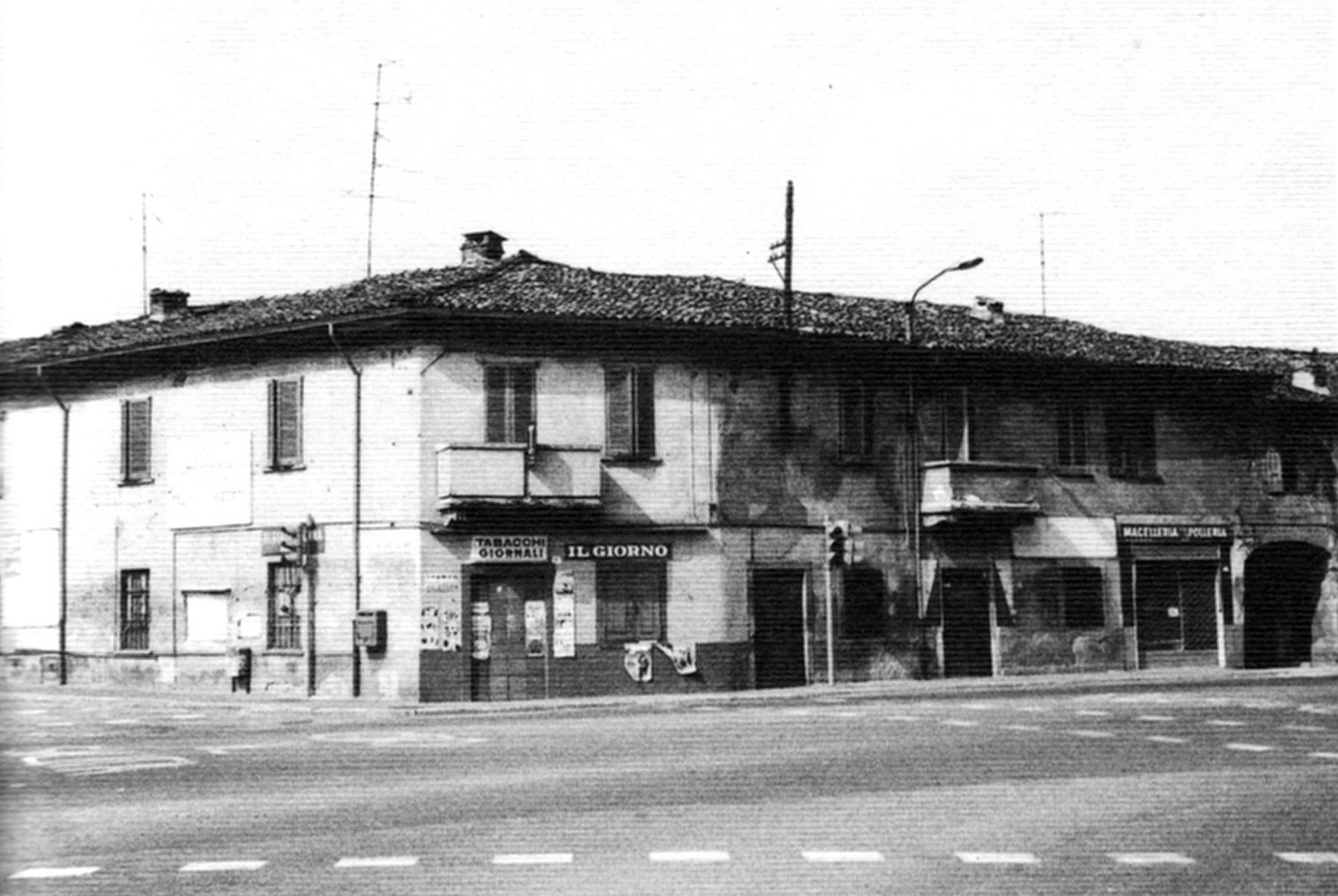
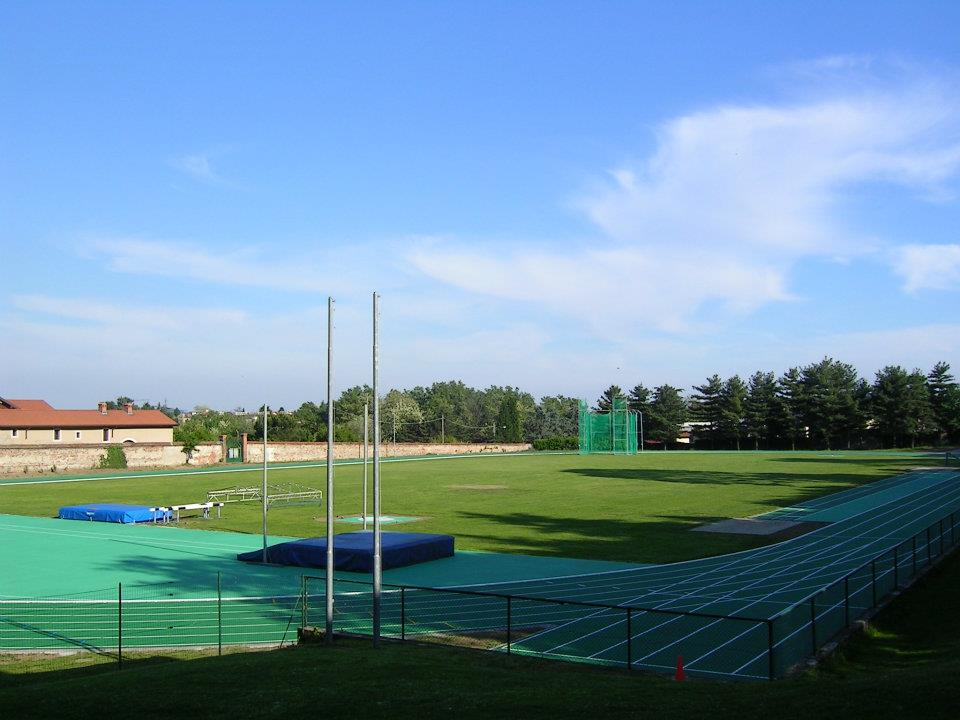